# Sinagoga Beth Aharon

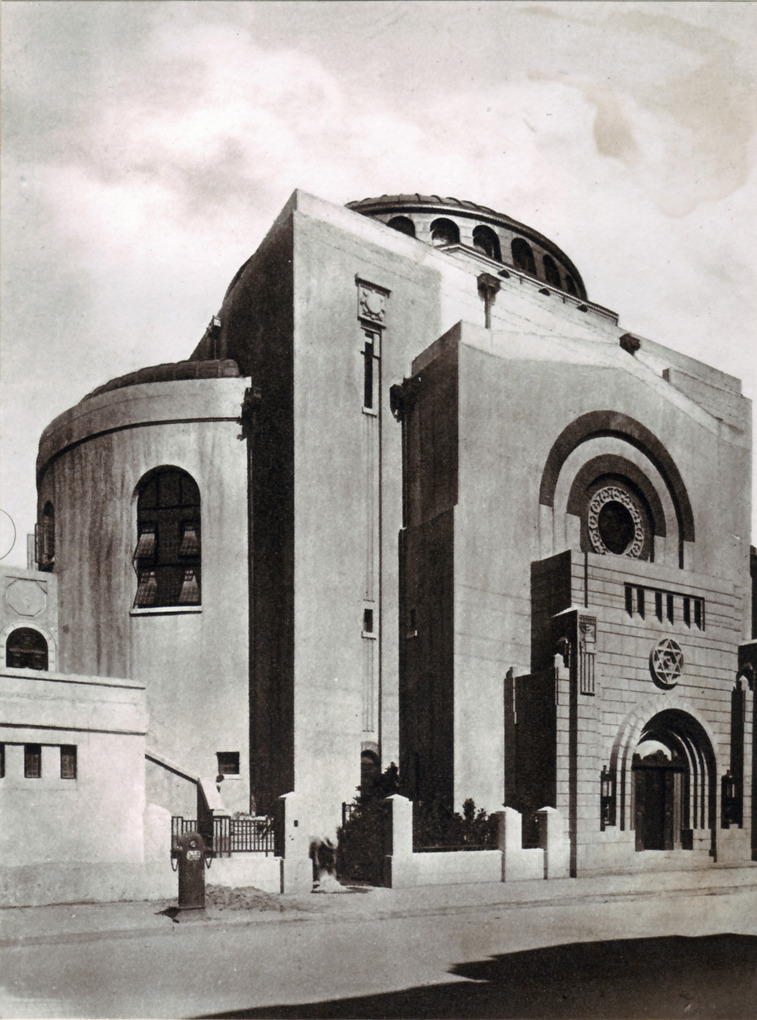
Sinagoga Beth Aharon em Xangai, China

A Sinagoga Beth Aharon (em chinês: 阿哈龍會堂) era uma sinagoga sefardita em Xangai, na República Popular da China. Foi construída em 1927 pelo destacado empresário Silas Aharon Hardoon em memória do seu pai Aaron. Durante a Segunda Guerra Mundial, a sinagoga proporcionou refúgio para a yeshivá Mirrer da Polónia, o único yeshivá da Europa de Leste a sobreviver ao Holocausto intacto. Depois da fundação da República Popular da China, foi utilizada pelo jornal Wenhui Bao e também como fábrica durante a Revolução Cultural. Foi demolida em 1985.
A Sinagoga Bet Aharon foi construída em 1927 pelo empresário judeu Silas Aharon Hardoon, uma das pessoas mais ricas de Xangai, como presente para a comunidade judaica na região. Ficava na zona internacional de Xangai, perto do Bund e Hongkew, hoje no distrito de Huangpu. Foi a substituição da Sinagoga Shearith Israel, construída em 1900, e tinha capacidade para 400 pessoas. A sinagoga foi desenhada pelo estúdio de arquitetura Palmer e Turner, que também concebeu o emblemático edifício do HSBC no Bund.